# Fransje
Fransje (Schoenoplectus lacustris subsp. flevensis,  synoniemen:Schoenoplectus lacustris subsp. tabernaemontani, Scirpus lacustris × S. tabernaemontani, Scirpus lacustris subsp. flevensis) is een overblijvende plant, die tot de Cypergrassenfamilie behoort. Het is een hybride van mattenbies (Schoenoplectus lacustris met ruwe bies (Schoenoplectus tabernaemontani) en komt voor in Zuidwest- en Midden-Azië, Noord-Afrika en Europa. In Nederland komt de plant voor in ondiep water aan de rand van het IJsselmeer tussen het Ketel- en Ganzendiep, bij Vollenhove en in Zuid- en Noordoost-Friesland.

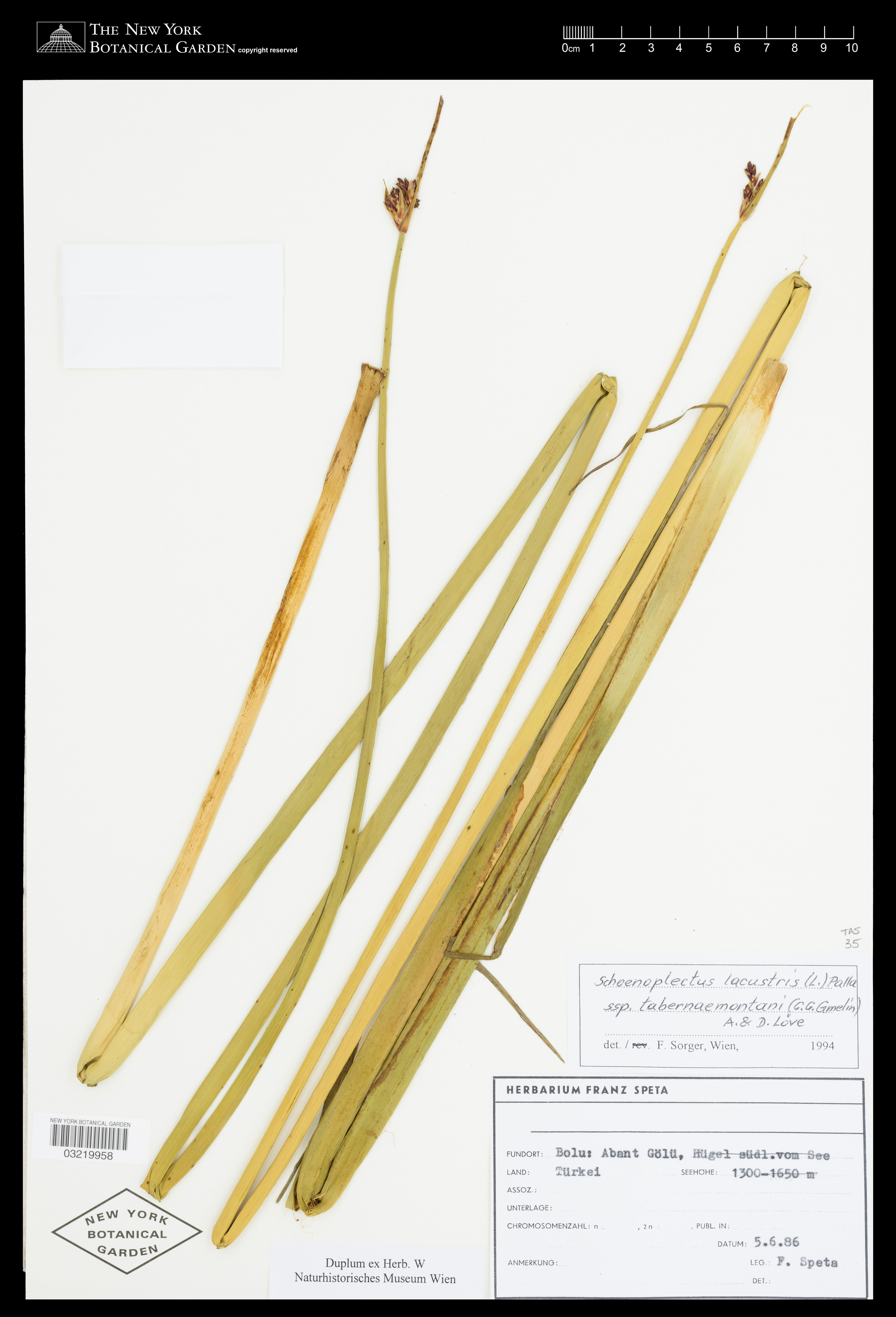
Herbarium exemplaar uit Turkije

De plant wordt 75-150 cm hoog en heeft een vrij harde en taaie wortelstok, die later geel- of roodbruin kleurt. De wortelstok heeft tussen de knopen veel bijwortels. De dunwandige en van binnen sponsachtige stengels hebben een blauw- of grijsgroene kleur. Ze zijn aan de voet niet knotsvormig verdikt. Het onderste een derde gedeelte van de stengel is in ieder geval rond. De rest van de stengel kan driekantig zijn. Er worden een of twee bladeren gevormd. De bladschijf van het bovenste blad is langer dan 1 cm en vaak breder dan 1 mm. Het afstaand deel van de bladschede (velumentum of tongetje) heeft alleen parallel lopende nerven. De bladscheden vervezelen.
Fransje bloei van juni tot in augustus. De bloeiwijze is meestal vrij los met tot 6 cm lange, vertakte assen met roodbruine, langwerpige tot langwerpig-eivormige veelbloemige aren. De kafjes van de aren staan in een spiraal. Op de bruine kafjes zitten rode wratjes. Elke bloem heeft 2-3 stempels.
De vrucht is een glad nootje.